# Platynereis mucronata
Platynereis mucronata är en ringmaskart som beskrevs av Leon-Gonzalez, Solis-Weiss och Valadez Rocha 200. Platynereis mucronata ingår i släktet Platynereis och familjen Nereididae.
Artens utbredningsområde är Mexikanska golfen. Inga underarter finns listade i Catalogue of Life.